# Пищальников, Богдан Витальевич
Богдан Витальевич Пищальников (род. 26 августа 1982 года) — российский легкоатлет, выступавший в метании диска. Участник двух Олимпиад (2008, 2012). Семикратный чемпион России (2005, 2007—2012). Мастер спорта России международного класса.

## Биография
Богдан Витальевич Пищальников родился 26 августа 1982 года в Краснодаре. Тренировался под руководством отца — Виталия Пищальникова. Является старшим братом Дарьи Пищальниковой.
Участник чемпионатов мира и Европы. В 2008 году на летних Олимпийских играх в Пекине занял 6 место с результатом 65,88 м. В 2012 году на Олимпиаде в Лондоне показал в квалификации низкий результат (63,15 м) и не прошёл в финал соревнований.
С 22 марта 2016 года является послом ГТО в Тверской области.
Женат. Супруга — Ольга Иванова, сын — Игнат (род. 2007), дочь — Василина (род. 2011).
В 2022 году поддержал вторжение России на Украину.

## Дисквалификация
В 2023 году Независимый орган по борьбе с негативными явлениями в легкой атлетике (AIU) дисквалифицировало Пищальникова на четыре года за нарушения антидопинговых правил. В пробах Богдана Пищальникова, взятых в 2012 году, обнаружили следы дегидрохлорометилтестостерона. Расследование нарушения антидопинговых правил велось в рамках дела о базе данных Московской антидопинговой лаборатории (LIMS).

## Основные результаты

### Международные
| Год  | Соревнования                    | Место проведения           | Место  | Результат |
| ---- | ------------------------------- | -------------------------- | ------ | --------- |
| 2003 | Чемпионат Европы среди молодёжи | Быдгощ, Польша             | 3      | 56,88 м   |
| 2003 | Универсиада                     | Тэгу, Южная Корея          | 11     | 53,63 м   |
| 2005 | Кубок Европы по зимним метаниям | Мерсин, Турция             | 8      | 57,80 м   |
| 2005 | Чемпионат мира                  | Хельсинки, Финляндия       | 14 (q) | 61,17 м   |
| 2005 | Универсиада                     | Измир, Турция              | 17 (q) | 52,11 м   |
| 2006 | Чемпионат Европы                | Гётеборг, Швеция           | 16 (q) | 58,77 м   |
| 2006 | Кубок мира IAAF                 | Афины, Греция              | 7      | 58,17 м   |
| 2007 | Чемпионат мира                  | Осака, Япония              | 18 (q) | 61,13 м   |
| 2008 | Кубок Европы по зимним метаниям | Сплит, Хорватия            | 8      | 59,74 м   |
| 2008 | Олимпийские игры                | Пекин, Китай               | 6      | 65,88 м   |
| 2009 | Кубок Европы по зимним метаниям | Пуэрто-де-ла-Крус, Испания | 8      | 60,84 м   |
| 2009 | Чемпионат мира                  | Берлин, Германия           | 7      | 65,02 м   |
| 2010 | Чемпионат Европы                | Барселона, Испания         | 16 (q) | 60,69 м   |
| 2011 | Кубок Европы по зимним метаниям | София, Болгария            | 5      | 60,83 м   |
| 2012 | Олимпийские игры                | Лондон, Великобритания     | 15 (q) | 63,15 м   |

### Национальные
| Год  | Соревнования     | Место проведения | Место | Результат |
| ---- | ---------------- | ---------------- | ----- | --------- |
| 2004 | Чемпионат России | Тула             | 2     | 60,89 м   |
| 2005 | Чемпионат России | Тула             | 1     | 63,57 м   |
| 2006 | Чемпионат России | Тула             | 2     | 62,01 м   |
| 2007 | Чемпионат России | Тула             | 1     | 64,95 м   |
| 2008 | Чемпионат России | Казань           | 1     | 64,18 м   |
| 2009 | Чемпионат России | Чебоксары        | 1     | 65,13 м   |
| 2010 | Чемпионат России | Саранск          | 1     | 65,93 м   |
| 2011 | Чемпионат России | Чебоксары        | 1     | 61,33 м   |
| 2012 | Чемпионат России | Чебоксары        | 1     | 65,64 м   |